# Фонтан Спілі
Фонтан в Спілі — венеційський фонтан XVI століття в м. Спілі, регіон Ретимно, острів Крит, Греція.

## Історія
Фонтан датований XVI століттям, розташований на центральній площі міста. Він складається з 25 левиних голів, через які йде постачання води. Вода температурою близько 13 °C має великий вміст заліза.